# Amyciaea lineatipes
Amyciaea lineatipes is een spinnensoort in de taxonomische indeling van de krabspinnen (Thomisidae).
Het dier behoort tot het geslacht Amyciaea. De wetenschappelijke naam van de soort werd voor het eerst geldig gepubliceerd in 1901 door Octavius Pickard-Cambridge.